# 王堯封 (萬曆進士)
王堯封（1543年—1613年），字爾祝，號華岡，直隸鎮江府金壇縣人，民籍，明朝政治人物。

## 生平
萬曆元年（1573年）癸酉科應天府鄉試第十二名，萬曆十一年（1583年）癸未科會試第三名，登二甲第六十三名進士。通政司觀政，十三年授户部福建司主事，管黄土仓，又督清源钞务（臨清鈔關）。丁亥監兑江西，十七年晉广西司员外郎，十八年晉山西司郎中。十九年出守南昌府，二十年以京察不及去职，降許州同知。二十四年補陳州，起復宛丘县知县，二十七年升沧州知州，升兖州府通判，三十一年充山東省试同考官，三十三年晉南户部陕西司郎中，三十八年部议出任思南知府，以黔地险遠，遂乞致仕，四十一年卒。

## 家族
曾祖王瀚，贈兵部主事；祖父王㮣，曾任監生；父王維熊，曾任冠帶生員。母葛氏。